# Бейсбольний стадіон Фукусіма Адзума
Бейсбольний стадіон Фукусіма Адзума (福島県営あづま球場, Fukushima Azuma Baseball Stadium) - стадіон в  Фукусімі, Японія. Відкритий в 1986 році і вміщує 30 000 глядачів. На ньому проводяться бейсбольні матчі.
На ньому будуть відбуватися бейсбольні та софтбольні матчів під час Олімпійських ігор 2020.